# Skansen Gottwaldówka

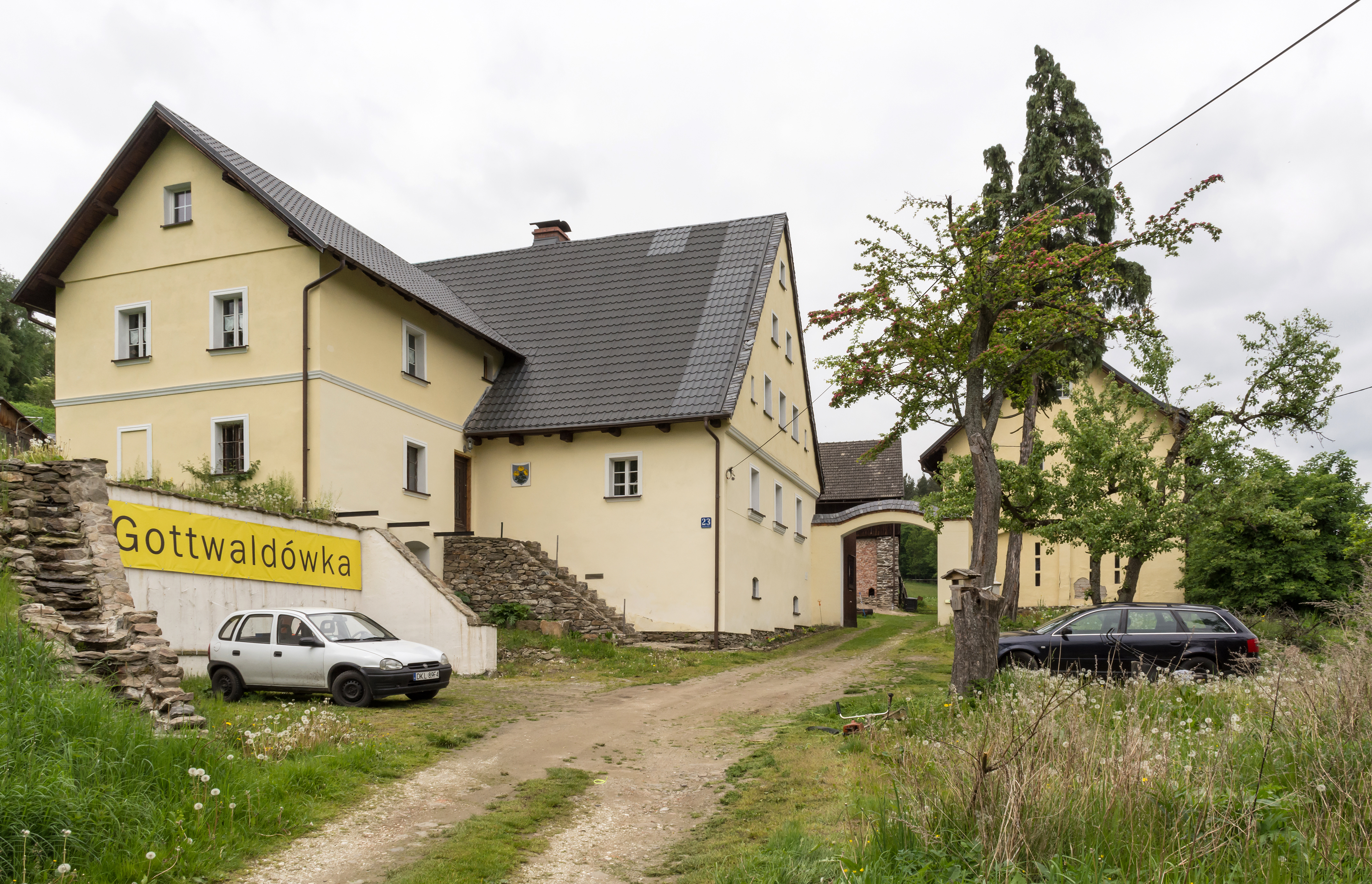
Gottwaldhof 2016, vormals ein Freirichtergut, heute Skansen Gottwaldówka

Der Skansen Gottwaldówka (deutsch Bauernhofmuseum Gottwaldhof) ist ein historischer Glatzer Vierseithof in Kąty Bystrzyckie (Winkeldorf) im Süden des Powiat Kłodzki (Kreis Glatz) in der Woiwodschaft Niederschlesien in Polen. Es liegt vier Kilometer südwestlich von Lądek-Zdrój (Bad Landeck), zu dessen Stadt- und Landgemeinde es gehört.

## Vorgeschichte – „Derhääme Häusla“ mit Heimatstube

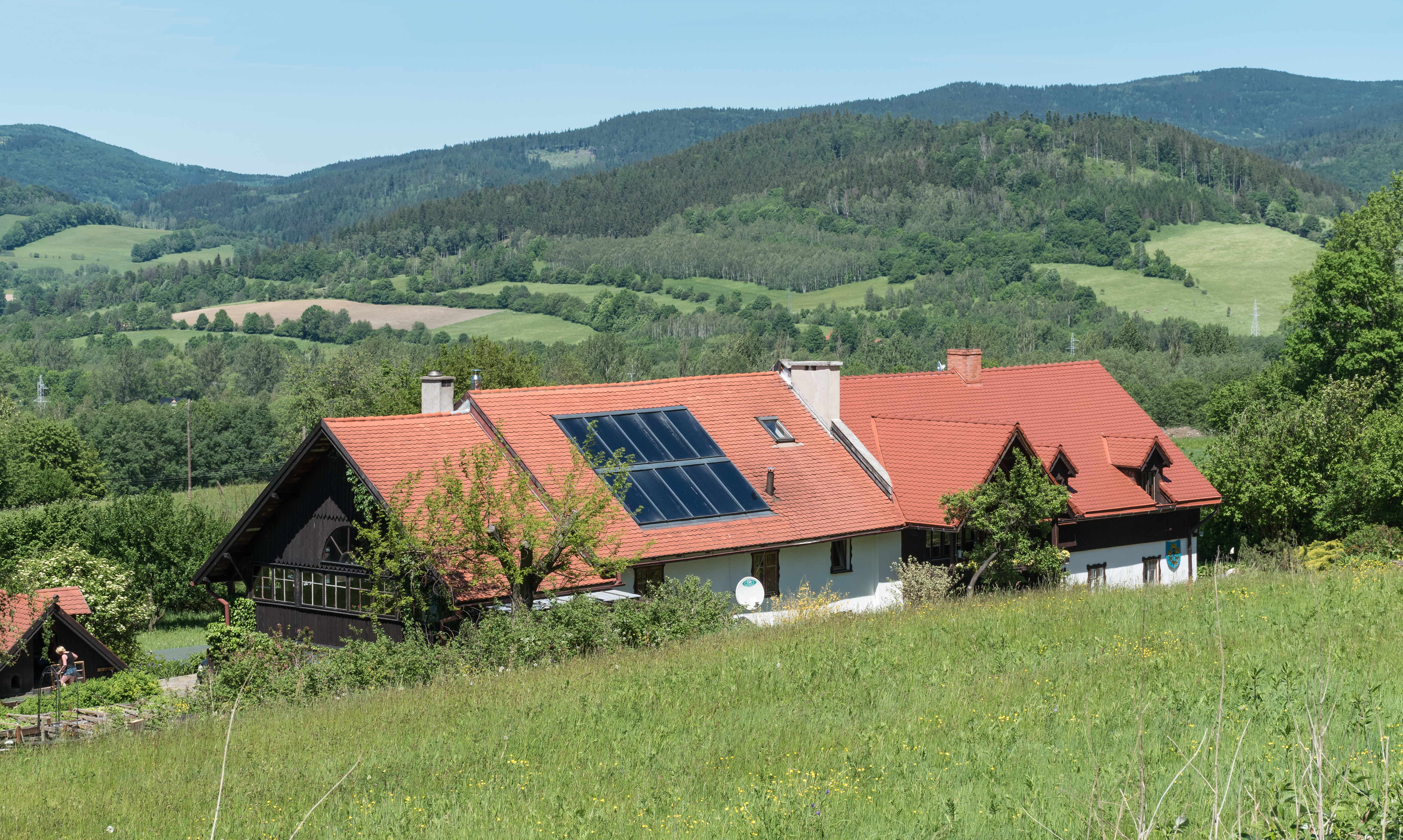
Haus Lerchenfeld

Die Geschichte des „Gästehauses Lerchenfeld“ und des „Derhääme Häusla mit Heimatstube“ begann 1981 mit dem Kauf eines alten Kleinbauernhauses. Es befand sich in einem verfallenen Zustand, hatte jedoch eine schöne Lage in der Ortschaft Lerchenfeld an einem sanften Hang, mit Aussicht ins Tal und auf die umliegenden Berge.
Die damaligen Besitzer setzten es instand und entdeckten das Alter des Gebäudes, die Kirche im nahen Dorf Winkeldorf und auch die vorhandenen, aber verlassenen Höfe. Besucher, größtenteils ehemalige deutsche Bewohner der näheren und weiteren Umgebung, brachten den Besitzern mit ihren Kindeserinnerungen und durch Erzählungen aus der Kindheit über Alltag, Feste und Bräuche das frühere Leben nahe. Die Bekanntschaft mit einer aus Gompersdorf bei Seitenberg stammenden Bewohnerin hatte zum Ergebnis, dass eine „Grafschaft Glatzer Bauernstube“ vor Ort in Lerchenfeld eingerichtet wurde.
Obwohl nicht beabsichtigt war, ein Museum zu schaffen, wurde das kleine Gebäude renoviert und eingerichtet und als „Derhääme Häusla“ benannt. Im Inneren befinden sich ein Kachelofen mit Ofenbank und Ofenstangen, ein offener, mit Spitzen verzierter Geschirrschrank und in der Ecke über dem Tisch ein Herrgottswinkel. Damit wird eine historisch typische Glatzer Bauernstube gezeigt.
Die Anfänge dieses kleinen Heimatmuseums wurden durch heimat- und volkskundliche Aktivitäten ergänzt: Man gab Unterrichtsstunden in lebendiger Geschichte, erzählte jungen Menschen vom Leben und der Tradition der vormaligen Grafschaft Glatz und ihren Bewohnern. Außerdem wurden Lehrgänge für schlesische Weißstickerei veranstaltet und für den Kinderchor der Volksschule in Bad Landeck entsprechende Trachten genäht.

## Entstehung des Skansen Gottwaldówka (Gottwaldhof)

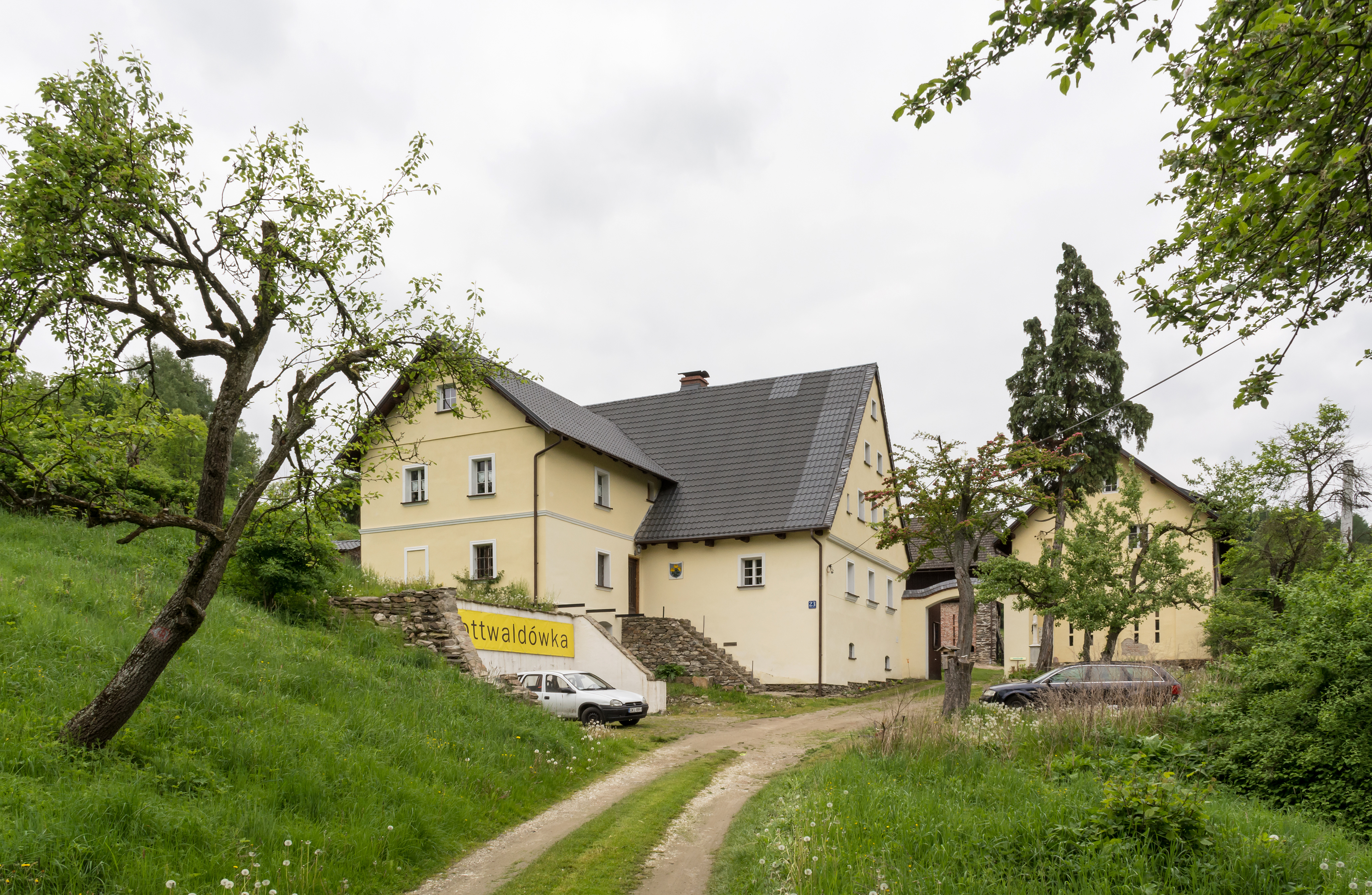
Gotwaldówka / Gottwaldhof 2016

Die Besuchergruppen und Lehrgänge führten die Heimatstube „Derhääme Häusla“ bald an ihre räumlichen Grenzen. Deshalb wurde entschieden, den wenige Kilometer entfernt liegenden heruntergekommenen „Gottwaldhof“, der vormals ein Freirichtergut gewesen war, instand zu setzen. Nach weiteren 20 Jahren mit zusätzlichen Investitionen und Ansammeln von Ausstellungsgegenständen entstand so aus dem Gottwaldhof ein kleines Bauernhofmuseum. Dessen Inneres zeigt den Zustand, wie ihn die ehemaligen deutschen Bewohner am Ende des Zweiten Weltkriegs hinterlassen hatten. Er wird von den Besitzern der Pension Lerchenfeld und des Derhääme Häuslas bewirtschaftet.
Der Gottwaldhof dient nun als Begegnungsstätte für größere Gruppen, sowie für kleinere Ausstellungen und bietet auch einige Übernachtungsmöglichkeiten in Verbindung mit der Pension Lerchenfeld.